# Veronica Cochelea-Cogeanu
Veronica Cochelea-Cogeanu (ur. 15 listopada 1965 w Voinești) – rumuńska wioślarka, wielokrotna medalistka olimpijska.
Brała udział w czterech igrzyskach olimpijskich i na każdych zdobywała medale. Na pierwszych dwóch pływała w dwójkach i czwórkach podwójnych, sięgając łącznie po cztery krążki, jednak bez złotego. Złoto wywalczyła jako członkini rumuńskiej ósemki (w Atlancie i Sydney). Stawała na podium mistrzostw świata, w różnych osadach.